# 多帶緋鯉
多帶緋鯉（学名：Upeneus vittatus），又称斑尾绯鲤，俗名秋姑、鬚哥，為輻鰭魚綱鱸形目鬚鯛科的其中一個種。

## 分布
本魚分布於印度太平洋區，包括東非、紅海、波斯灣、亞丁灣、馬爾地夫、葛摩、模里西斯、塞席爾群島、印度、斯里蘭卡、馬來西亞、安達曼海、泰國、菲律賓、印尼、中國南海、東海、日本、台灣、越南、新幾內亞、所羅門群島、澳洲、馬里亞納群島、馬紹爾群島、密克羅尼西亞、帛琉、諾魯、斐濟群島、東加、萬納杜、夏威夷群島、加拉巴哥群島、復活節島、法屬波里尼西亞、加利福尼亞灣、墨西哥、厄瓜多等海域。

## 深度
水深5至100公尺。

## 特徵
本魚體色以灰白為底，在側線上方有數條褐色縱帶，而側線下方則有數條淡黃色縱帶，但它們有時顏色很淡而不明顯。本魚的另一種顯著特徵乃在尾鰭上有許多黑色斜紋，其中以上業斜紋較細且較多，另外背鰭上亦有類似縱紋2至3條。。背鰭兩個。背鰭硬棘共8枚、軟條共9枚；臀鰭硬棘1枚、軟條7枚。側線鱗片數32至37枚。體長可達28公分。

## 生態
本魚棲息在沙底質的礁湖或近岸有躲藏處的地方，常成群覓食，有時數量達50多隻。屬肉食性，以底生動物為食。

## 經濟利用
食用魚，煮薑絲清湯或煎食，小個體可做為觀賞魚。

## 扩展阅读
維基物種上的相關：斑尾绯鲤